# Parque Manuel Bandeira
O Parque Poeta Manuel Bandeira, mais conhecido como Aterro do Cocotá,,está localizado na Ilha do Governador, região da Zona Norte (Rio de Janeiro). A estação da CCR Barcas do Cocotá fica dentro do parque. Possui aproximadamente 150.000 m², área de aterro sobre a Baía de Guanabara, fazendo desaparecer a pequena enseada onde existia a Praia da Olaria.
Além de diversos equipamentos esportivos, o parque possui Unidade de Pronto Atendimento, Fórum Regional da Ilha do Governador, uma unidade do DETRAN e a Arena Cultural Renato Russo.
O Parque Poeta Manuel Bandeira foi inaugurado em 19 de abril de 1978, no aterro do Cocotá como área de lazer para os moradores. Um busto do homenageado foi instalado no local em 14 de dezembro de 2011, três anos após sua morte.